# Hoštice, Strakonice
Hoštice là một làng thuộc huyện Strakonice, vùng Jihočeský, Cộng hòa Séc.